# Мирзоев, Гюльагаси Ага Гусейн оглы
Гюльагаси Ага Гусейнович Мирзоев (18.04.1978) — азербайджанский артист балета, педагог. Солист Азербайджанского театра оперы и балета ,         
народный артист Азербайджана (2013).

## Биография
Мирзоев Гюльагаси Ага Гусейн оглы родился 18 апреля 1978 года в городе Баку. В возрасте 5-ти лет начал заниматься хореографией в танцевальном кружке при «Доме офицеров». В 1987 году поступил в Бакинское хореографическое училище (БХУ). Параллельно получил неполное среднее музыкальное образование по классу фортепиано в 8-й музыкальной школе, располагавшейся в здании Дворца культуры им. Ф. Э. Дзержинского (ныне Центр культуры Службы государственной безопасности ). Пел в хоре Атиква и в 1993 году был с хором на гастролях в Израиле. На протяжении нескольких лет до 1994 года представлял команду КВН Бакинского хореографического училища.
В 1994 году был принят в Азербайджанский государственный академический театр оперы и балета, на должность артиста балета.
В 1995 году окончил Бакинское хореографическое училище по классу Заслуженного работника культуры Азербайджана Богданова Сергея Владимировича.
В 1999 году получил высшую категорию и статус ведущего солиста балета, станцевав несколько ведущих партий (Принц, «Щелкунчик»), (Ромео, «Ромео и Джульетта»), (Полад, «Девичья башня»), (Тореадор, «Кармен-сюита»).
2 февраля 2000 года был награждён Министерством молодёжи и спорта, дипломом и денежной премией за успехи в 1999 году, как лучший актёр года.
С 13 по 24 июня 2000 года с труппой Азербайджанского государственного академического театра оперы и балета был на гастролях в Турции. 16 и 17 июня в Стамбуле был представлен балет «1001 и одна ночь» (Аладдин), а 20 июня в Анталии балет «Девичья башня», в котором исполнил главную роль (Полад).
С 20 по 27 августа 2000 года при содействии Института открытого общества и фонда Сороса был направлен в Балтийский университет танца, в город Гданьск (Польша), на освоение модерн танца.
4 декабря 2001 года с труппой Азербайджанского государственного академического театра оперы и балета был на гастролях в Москве. В Большом театре было показано два балета «Лейли и Меджнун» и «Дон Кихот», посвященные юбилею Кара Караева. В балете «Лейли и Меджнун» была исполнена главная роль (Гейс-Меджнун).
24 декабря 2002 года был удостоен звания Заслуженный артист Азербайджана. 
11 марта 2003 года с труппой Азербайджанского государственного академического театра оперы и балета вновь был на гастролях в Москве, которые посвящались юбилею Фикрета Амирова. В Большом театре был показан балет «Тысяча и одна ночь» в котором была исполнена роль (Аладдин).
С 2006 по 2012 год, преподаватель нескольких дисциплин в Азербайджанском государственном университете культуры и искусств.
4 марта 2008 года участвовал в концерте, проводимом в рамках дней культуры Азербайджана в Марокко, где в Национальном театре «Мухаммед 5» исполнил адажио из балета «Лейли и Меджнун». Образ Лейли исполнила Римма Искендерова.
В 2009 и 2010 году был приглашён Victoria Balet Company of Canada в (Торонто) для участия в балете «Щелкунчик» где 16,17,18,19 декабря выступил на сцене Richmond Hill Centre.
9 октября 2012 года с труппой Азербайджанского государственного академического театра оперы и балета, в рамках дней культуры Азербайджана в республике Беларусь принимал участие в балете К. Караева «Семь Красавиц» На сцене Большого театра Белоруссии исполнил главную роль (Бахрам Шах)  (недоступная ссылка)
18 ноября 2012 года принимал участие в международном фестивале оперного и балетного искусства в Бишкеке (Кыргызстан). В заключительном Гала-концерте было исполнено Гранд Па-де-де из балета «Жизель» и адажио из балета «Шахерезада» 
25 июня 2013 года был удостоен звания Народный артист Азербайджанской Республики. 
С 14 по 18 сентября 2014 года с труппой Азербайджанского государственного академического театра оперы и балета был на гастролях во Франции. 16 и 17 сентября в Страсбурге и Париже в рамках программы ЮНЕСКО был представлен балет «Тени Гобустана» (Прометей). 
23 октября 2014 года принимал участие в международном фестивале классического искусства «Шахимардан приглашает друзей» (г. Павлодар, Казахстан). В концерте было исполнено адажио из балета «Жизель» и адажио из балета «Семь Красавиц».
В 2015 году окончил Современную гуманитарную академию (СГА) факультет искусствоведение и получил степень (бакалавр).
24 июня 2015 года принимал участие в Гала-концерте звёзд мирового балета «Балетное лето в Большом» В гала-концерте было исполнено адажио из балета «Семь Красавиц»
21 мая 2016 года принимал участие в Четвёртом Международном фестивале балетного искусства
имени народной артистки СССР Бюбюсары Бейшеналиевой в Бишкеке (Кыргызстан). В заключительном Гала-концерте было исполнено адажио из балета «Семь Красавиц» 
В 2018 году стал автором книги «Жизнь в свете рампы» презентация которой состоялась 5 июня 2018 года в Центре современного искусства «Yarat» 
В 2019 году окончил университет Синергия (Москва), получив степень (магистра) на факультете "Управление персоналом".
30 декабря 2021 года как исполнитель образа Низами в одноименном балете, Министерством культуры Азербайджана был награждён нагрудным знаком "Низами" в честь 880-ти летия поэта и мыслителя Низами Гянджеви. 
В 2025 году стал автором книги «Служба балету» презентация книги состоялась 13 марта 2025 года в Азербайджанском Государственном музее музыкальной культуры
С 2007 года по настоящее время — президентский стипендиат.

## Роли
Граф Альберт — «Жизель» — А.Адан
Принц Зигфрид — «Лебединое озеро» — П.Чайковский 
Принц Щелкучик, Дросельмеер — «Щелкунчик» — П.Чайковский
Хулиган — «Барышня и хулиган» (премьера) — Д.Шостакович 
Ромео — «Ромео и Джульетта» — П.Чайковский
Полад — «Девичья башня» (премьера) — А.Бадалбейли
Золотой Раб — «Шахерезада» (премьера) — Н.Римский-Корсаков 
Бахрам шах — «Семь красавиц» — К.Караев 
Фредери — «Арлезианка» (премьера) — Ж.Бизе 
Меджнун — «Лейли и Меджнун» (премьера) — К.Караев
Дон Кихот — «Дон Кихот» (премьера) — К.Караев
Эспада — «Дон Кихот» — Л.Минкус
Кавалер, Па-де-труа (премьера) — «Пахита» — Л.Минкус
Азер — «Любовь и Смерть»(премьера) — П.Бюльбюль оглы 
Тореадор — «Кармен Сюита» (премьера) — Ж.Бизе — Щедрин
Принц Эльфов — «Дюймовочка» (премьера) — И.Штраус
Кавалер — «Шопениана» (премьера) — ф. Шопен
Атр — «Раст» (премьера) — Ниязи  (недоступная ссылка)
Аладдин — (Тысяча и одна ночь) — Ф.Амиров
Нефтяник — «Каспийская Баллада» (премьера) — Т.Бакиханов
Юноша — «Чёрные и белые» (премьера) — Х.Мирзазаде
Кавалер — «Болеро» (премьера) — М.Равель
Александр Дюма — «Путешествие на Кавказ» (премьера) — А.Ализаде
Добро — «Добро и зло» (премьера) — Т.Бакиханов
Судья — «Арлекинада» (премьера) — Р.Дриго
Прометей — «Тени Гобустана» (премьера) — Ф.Караев 
Рауль — «Танго Любви» (премьера) — А.Пьяццолла
Азер, Газан Хан — «Любовь и Смерть» (премьера) — П.Бюльбюль оглы 
Джавадхан — «Джавадхан» (премьера) - С.Фараджев 
Низами — "Низами" (премьера) - Ф.Амиров  
Незнакомец — "Легенда о любви" (премьера) - А.Меликов 

## Галерея

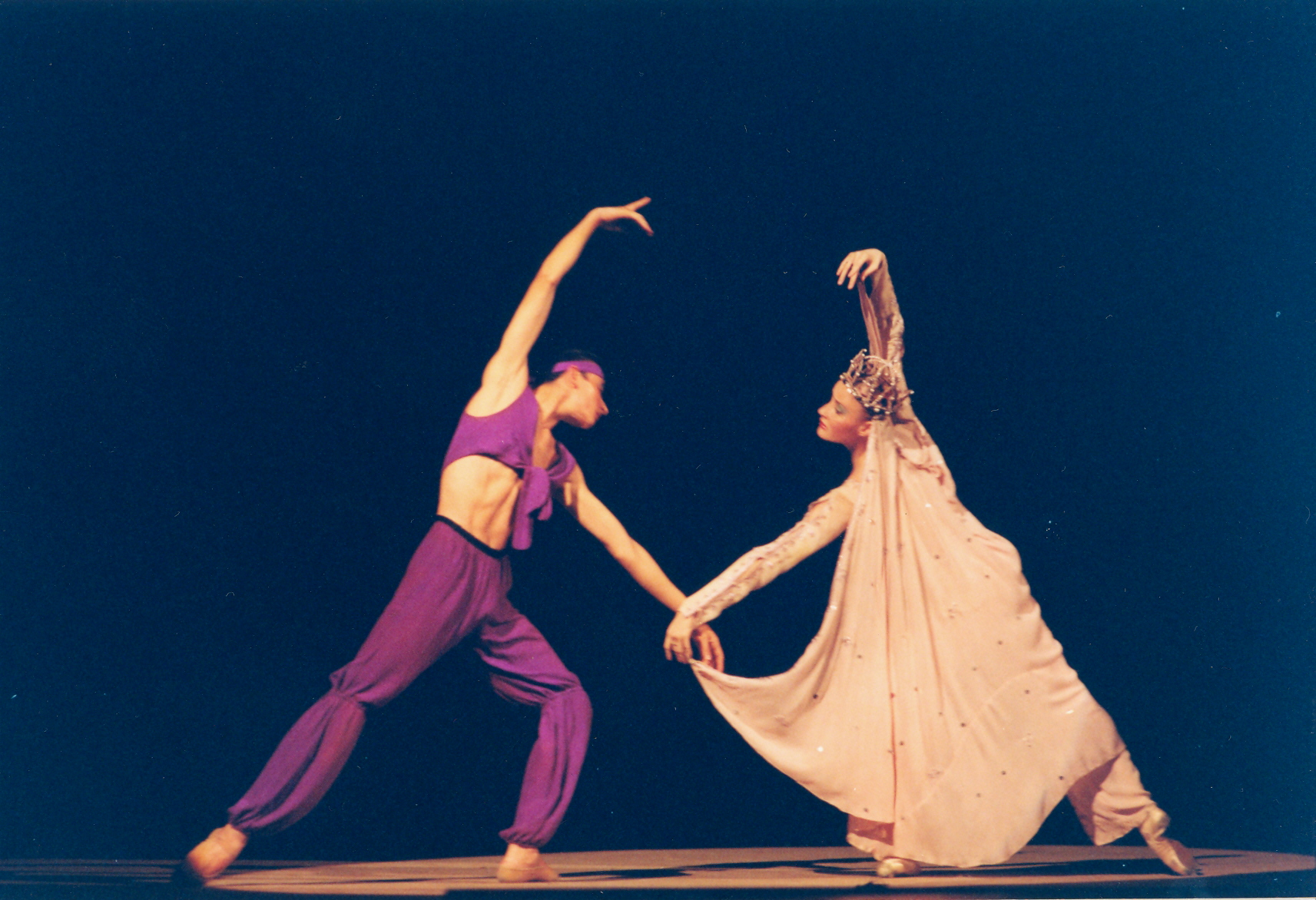
Фотография со спектакля "1000 и одна ночь" (1997г.)
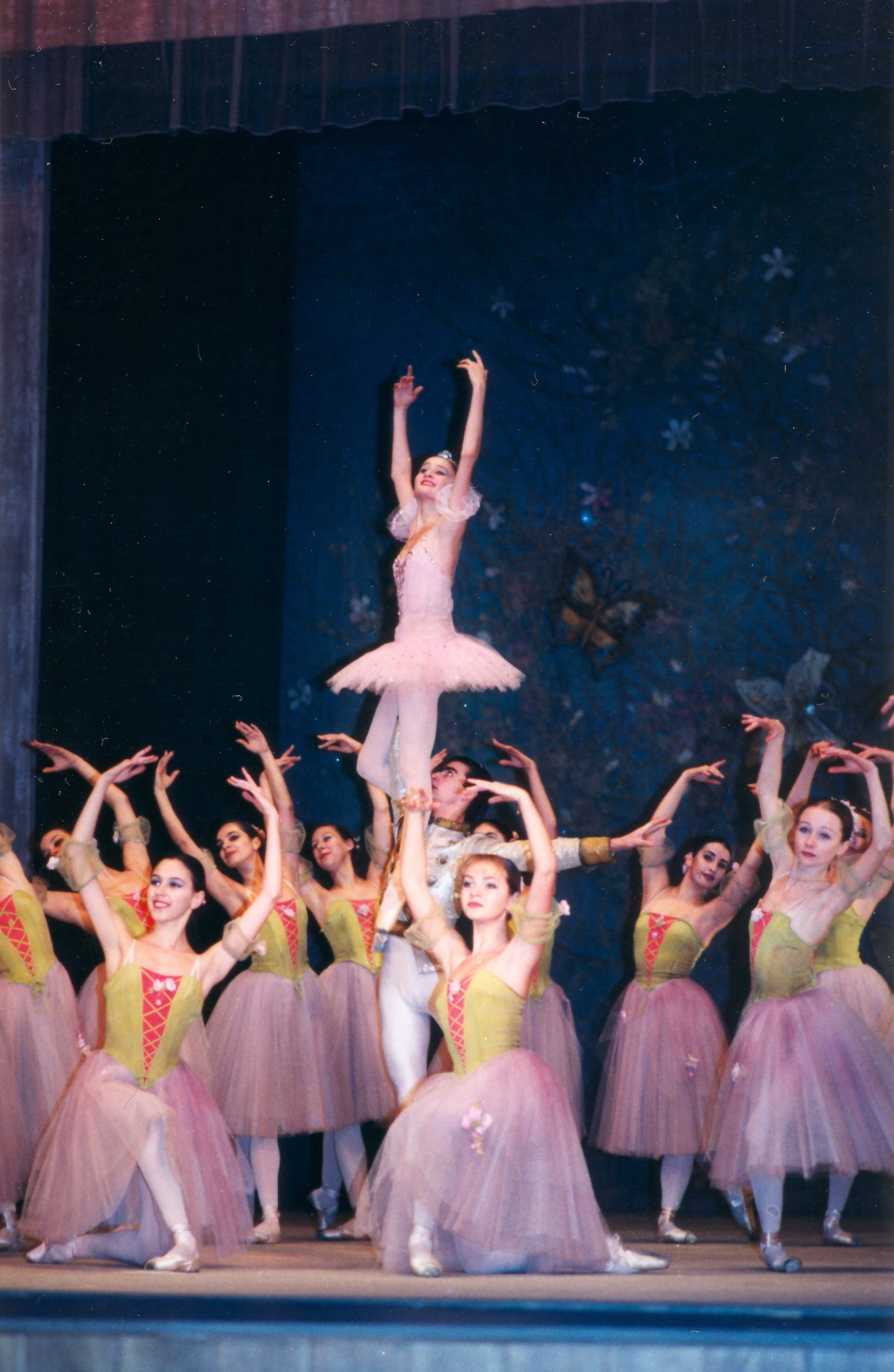
Фотография со спектакля "Щелкунчик" (1999г.)
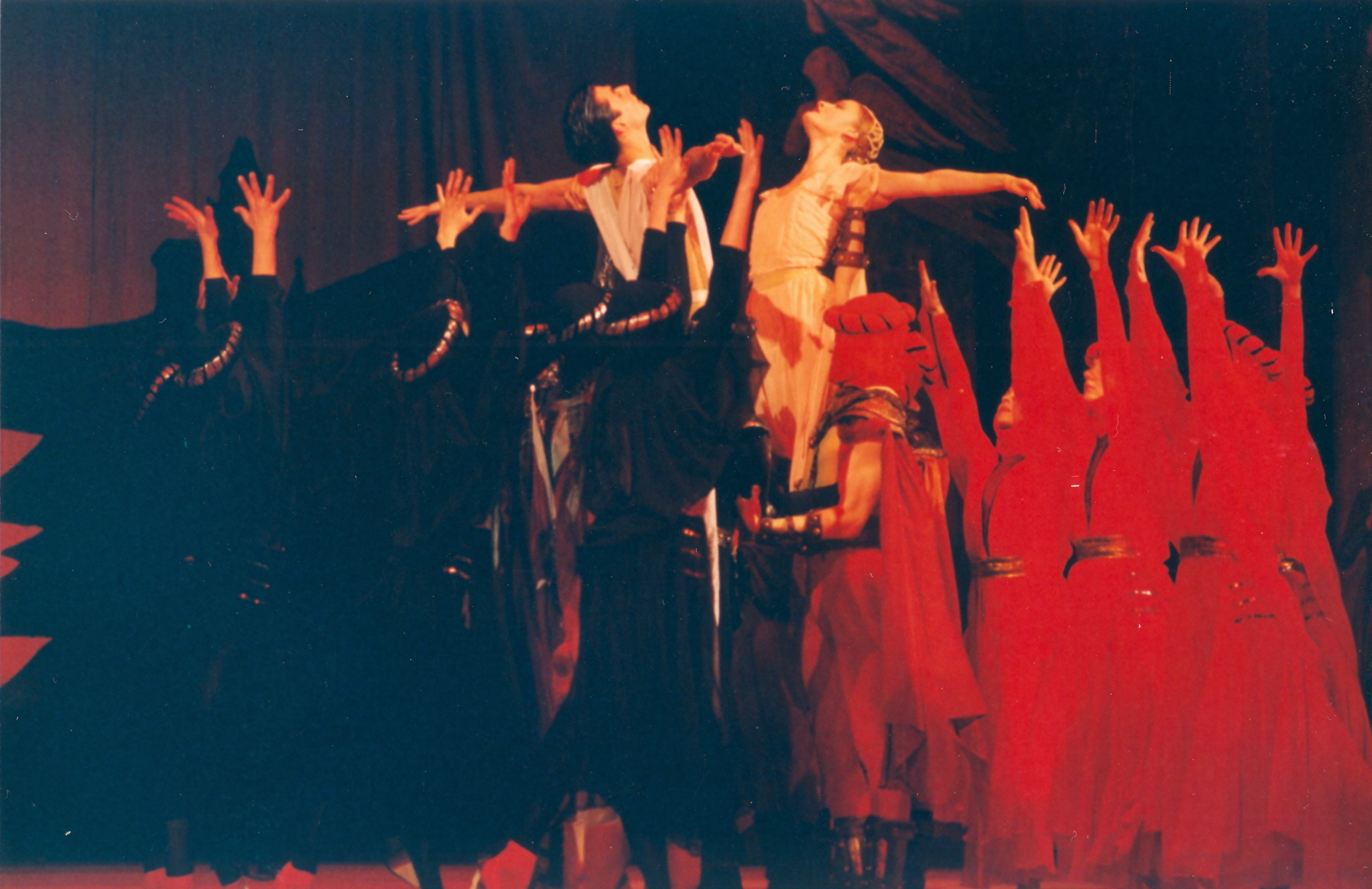
Фотография со спектакля "Ромео и Джульетта" (1999г.)
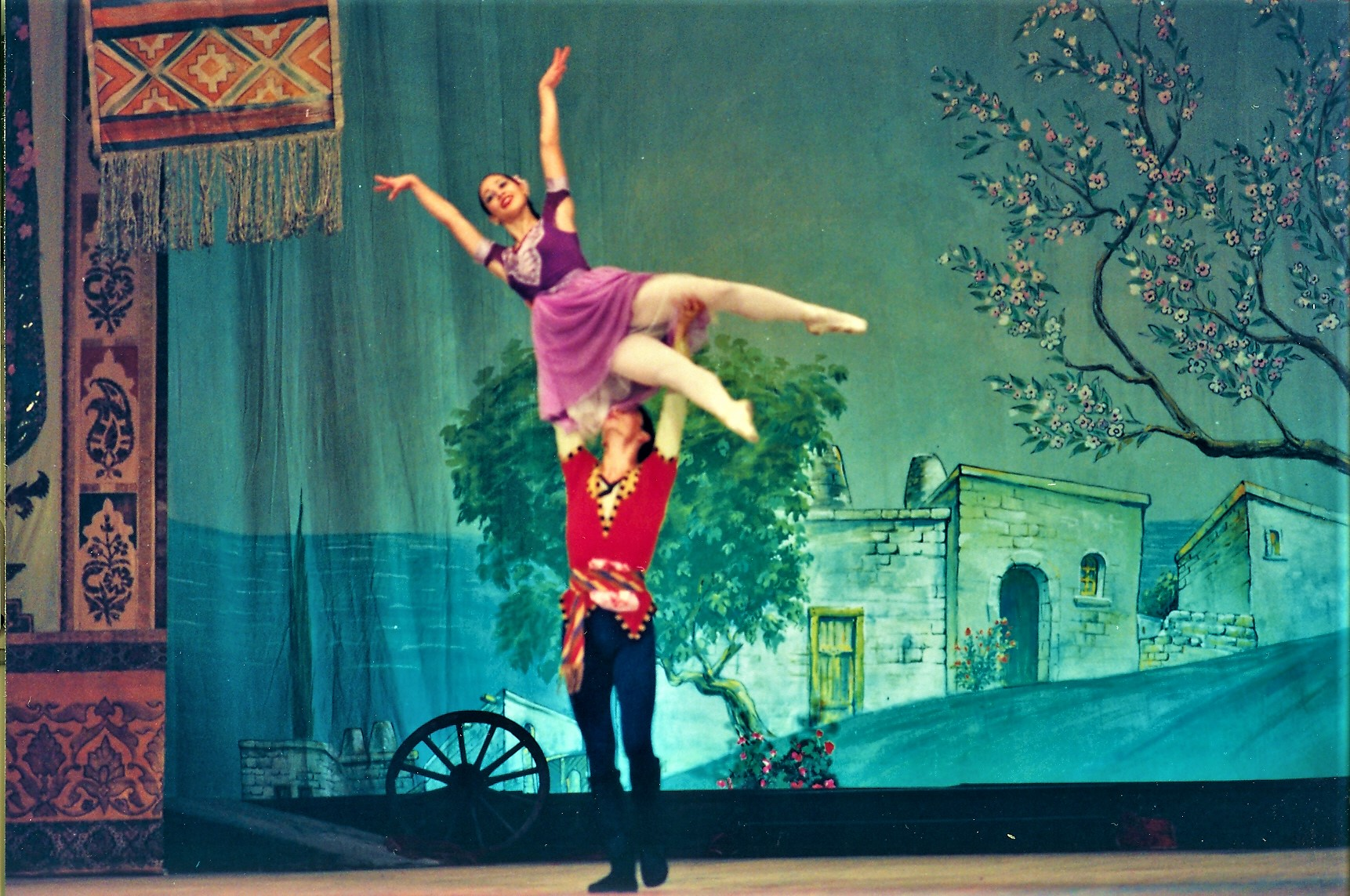
Фотография со спектакля "Девичья башня" (1999г.)
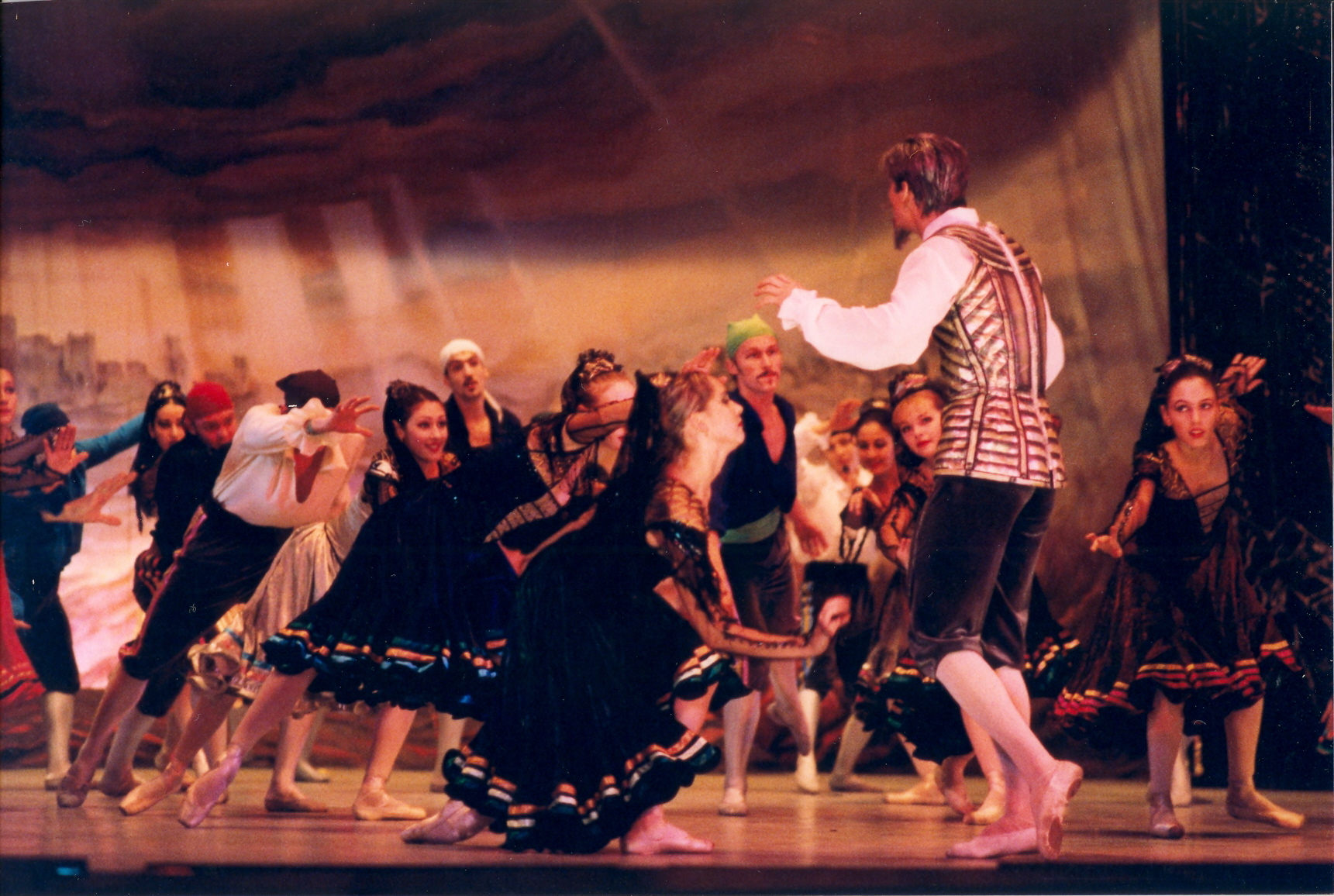
Фотография со спектакля "Дон Кихот" (2000г.)
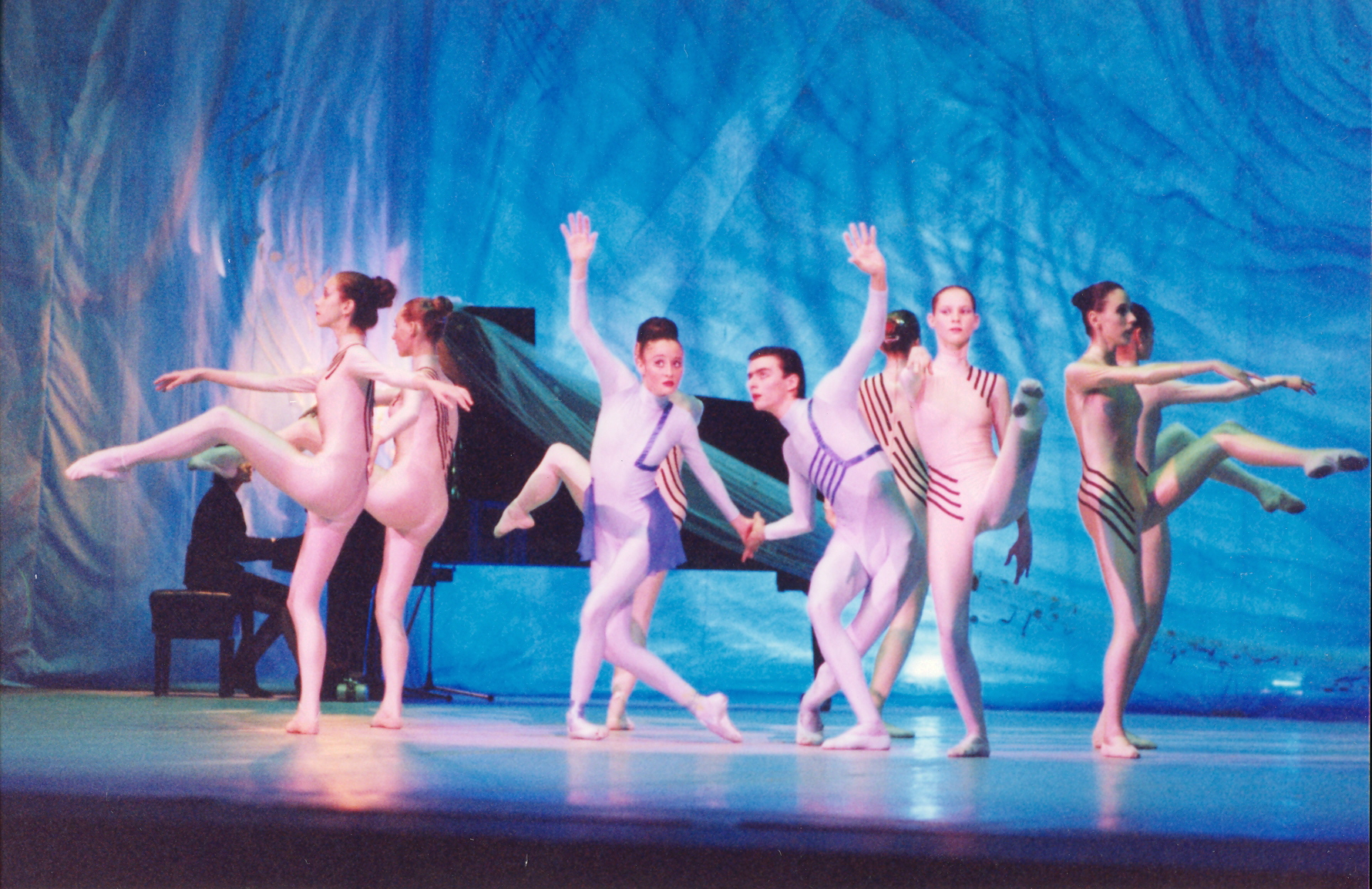
Фотография со спектакля "Белое и Чёрное" (2000г.)
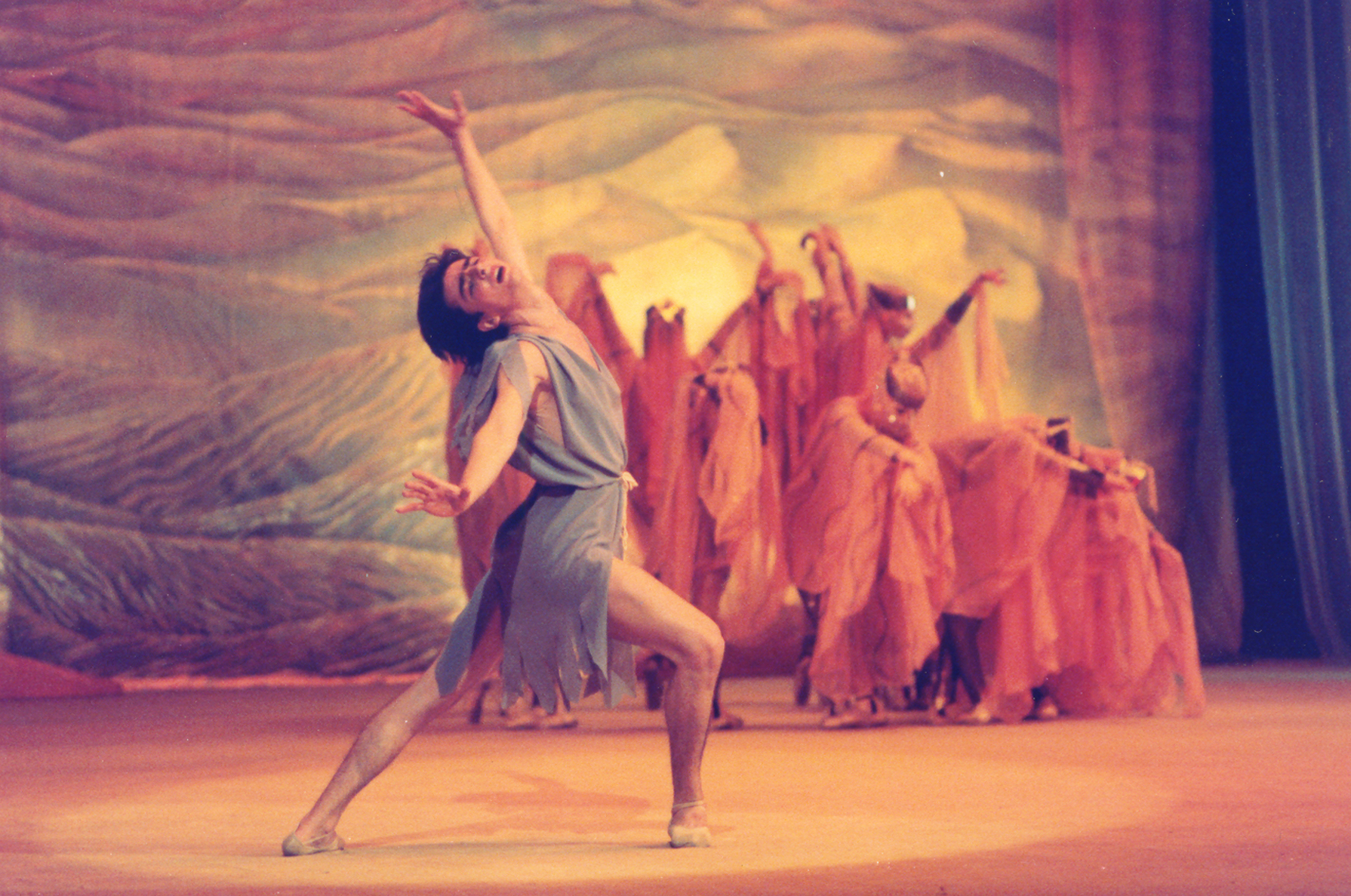
Фотография со спектакля "Лейли и Меджнун"  (2001г.)
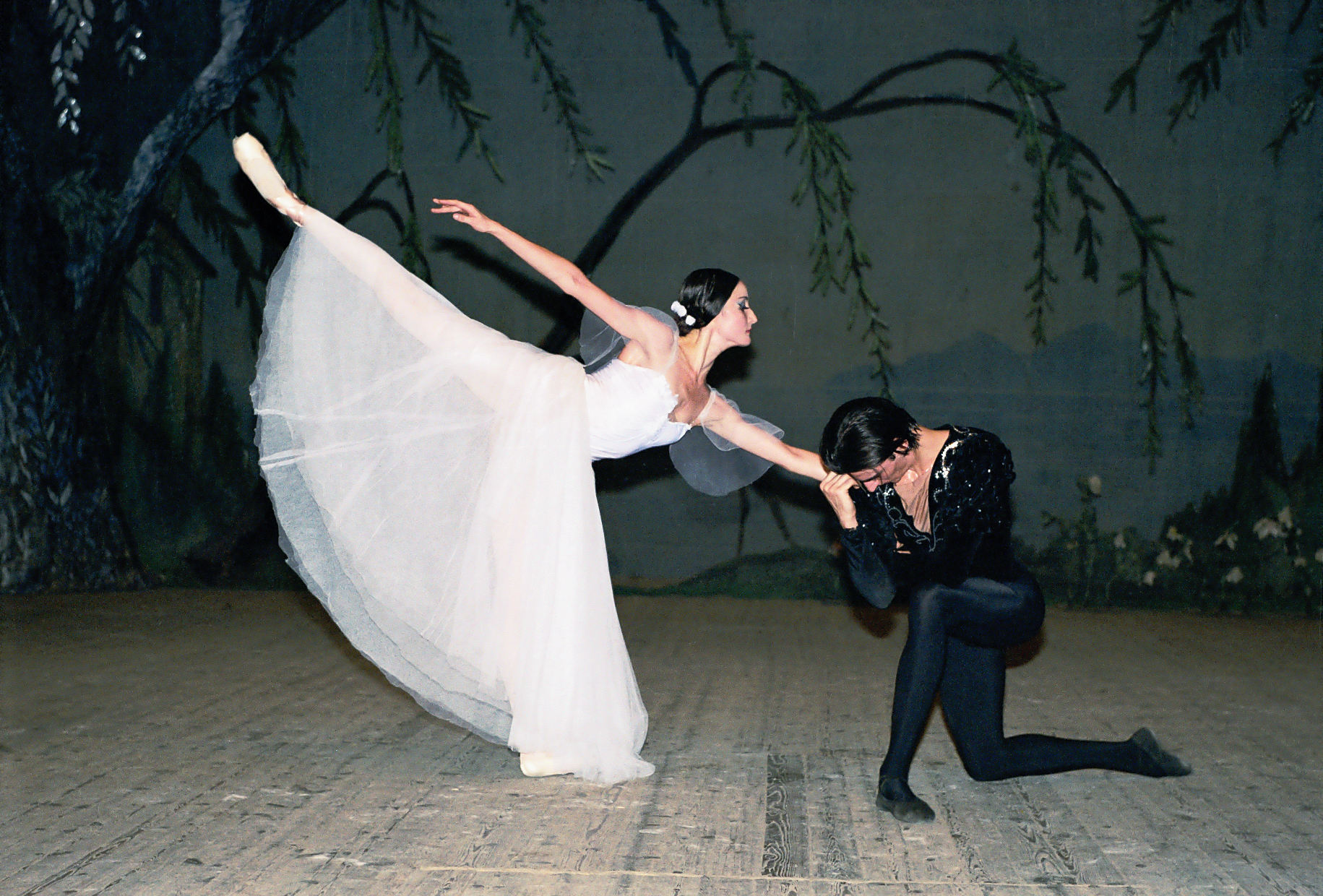
Фотография со спектакля "Жизель" (2002г.)
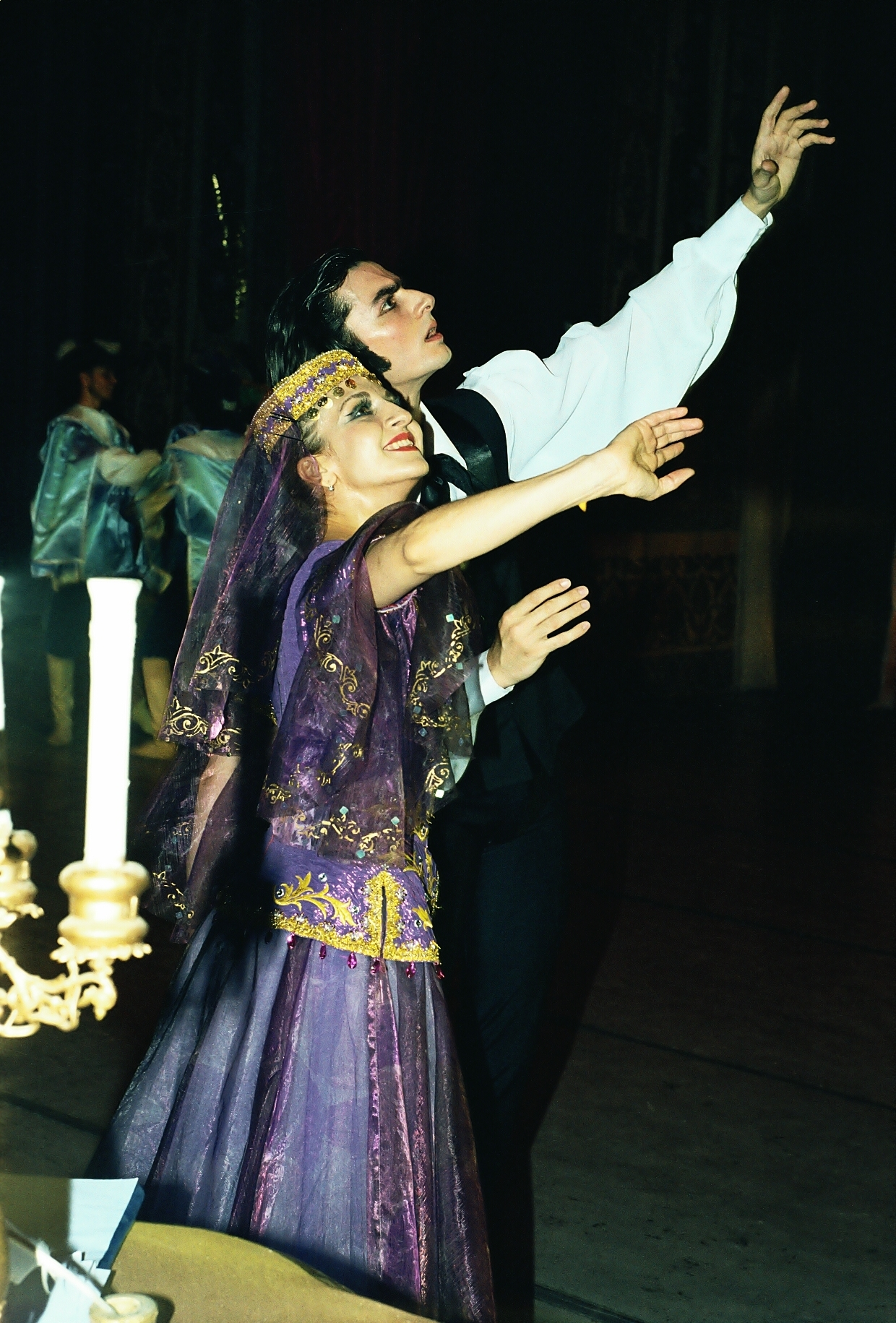
Фотография со спектакля "Путешествие на Кавказ" (2002г.)
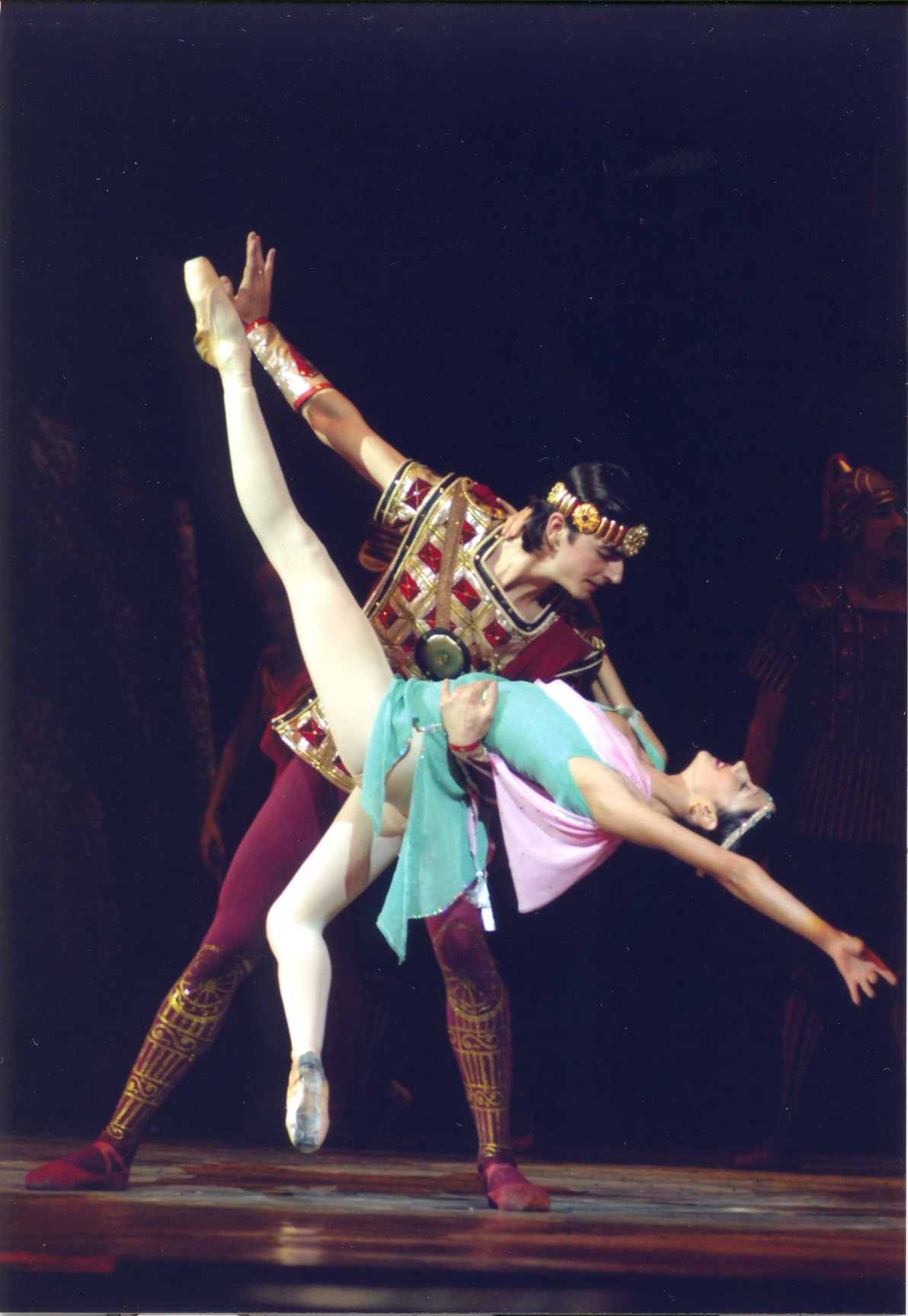
Фотография со спектакля "Раст" (2004г.)
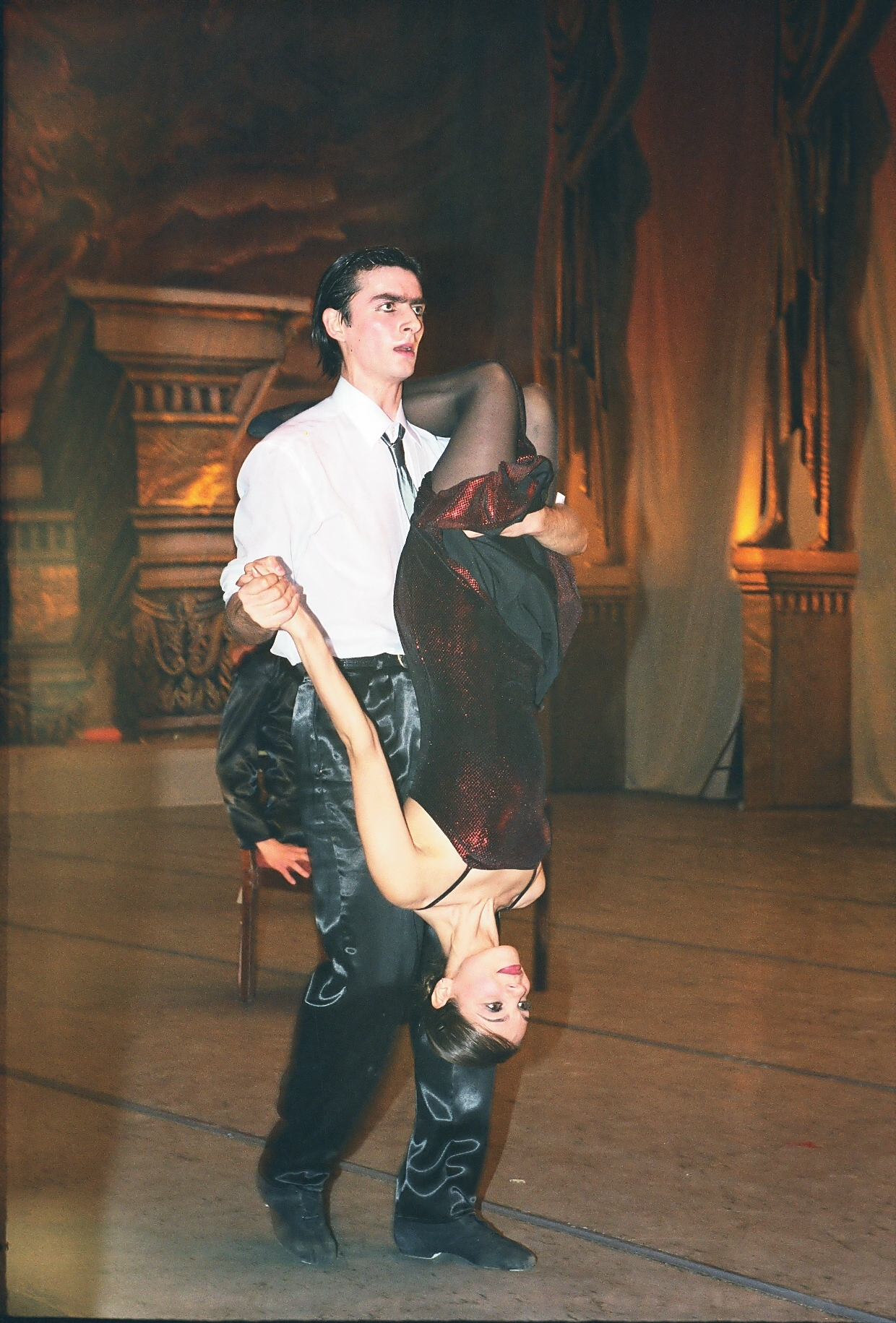
Фотография со спектакля "Bolero" (2004г.)
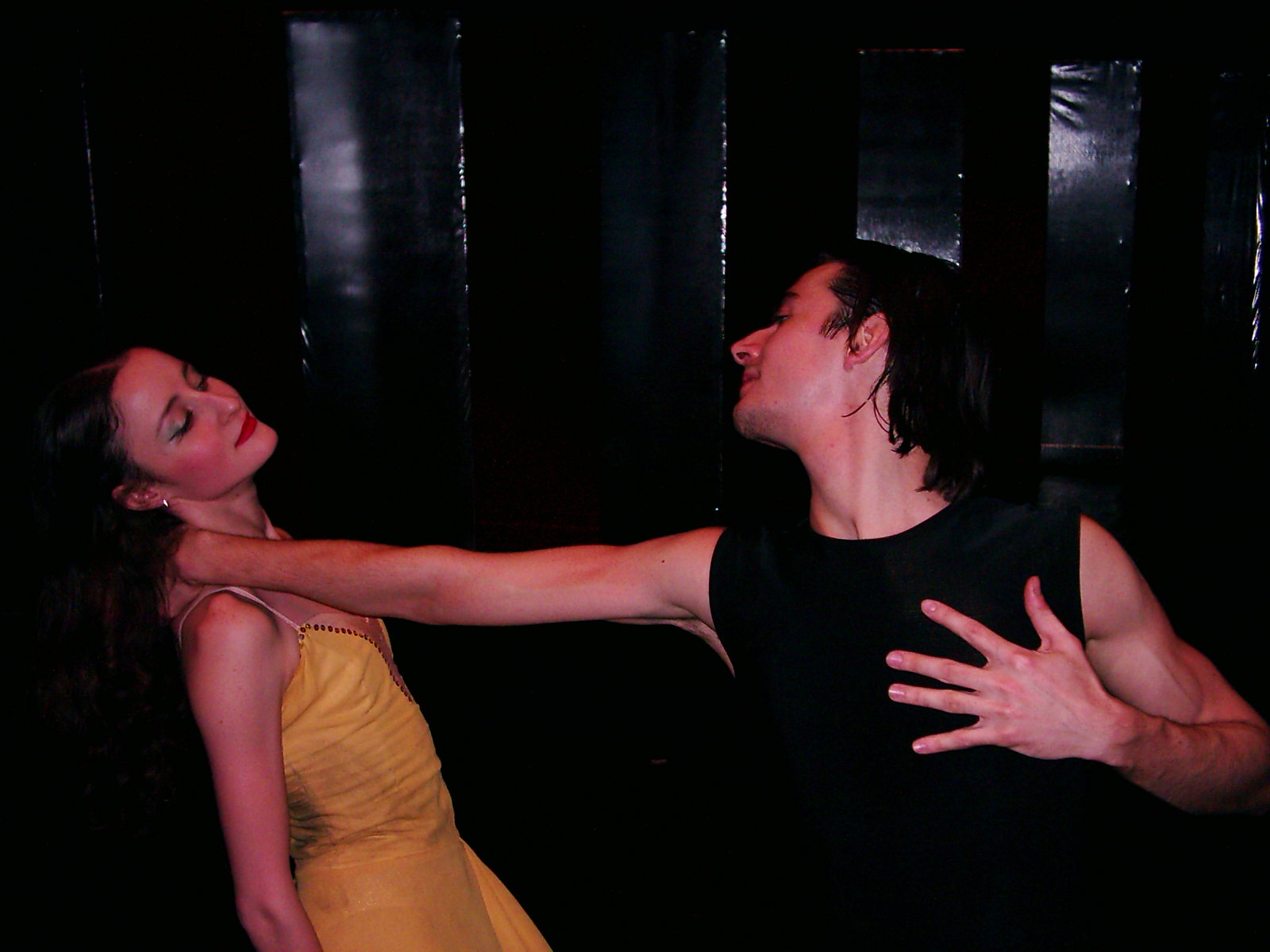
Фотография со спектакля "Искушение" (2004г.)
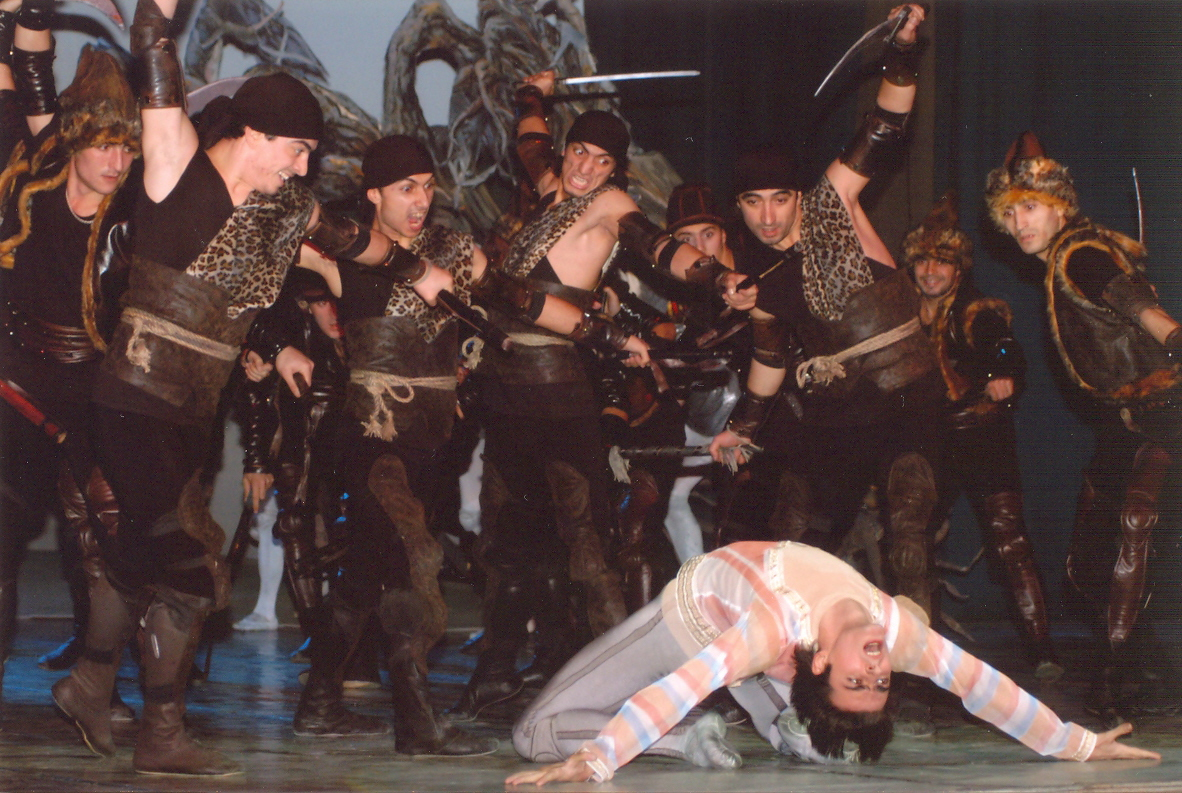
Фотография со спектакля "Любовь и смерть" (2005г.)
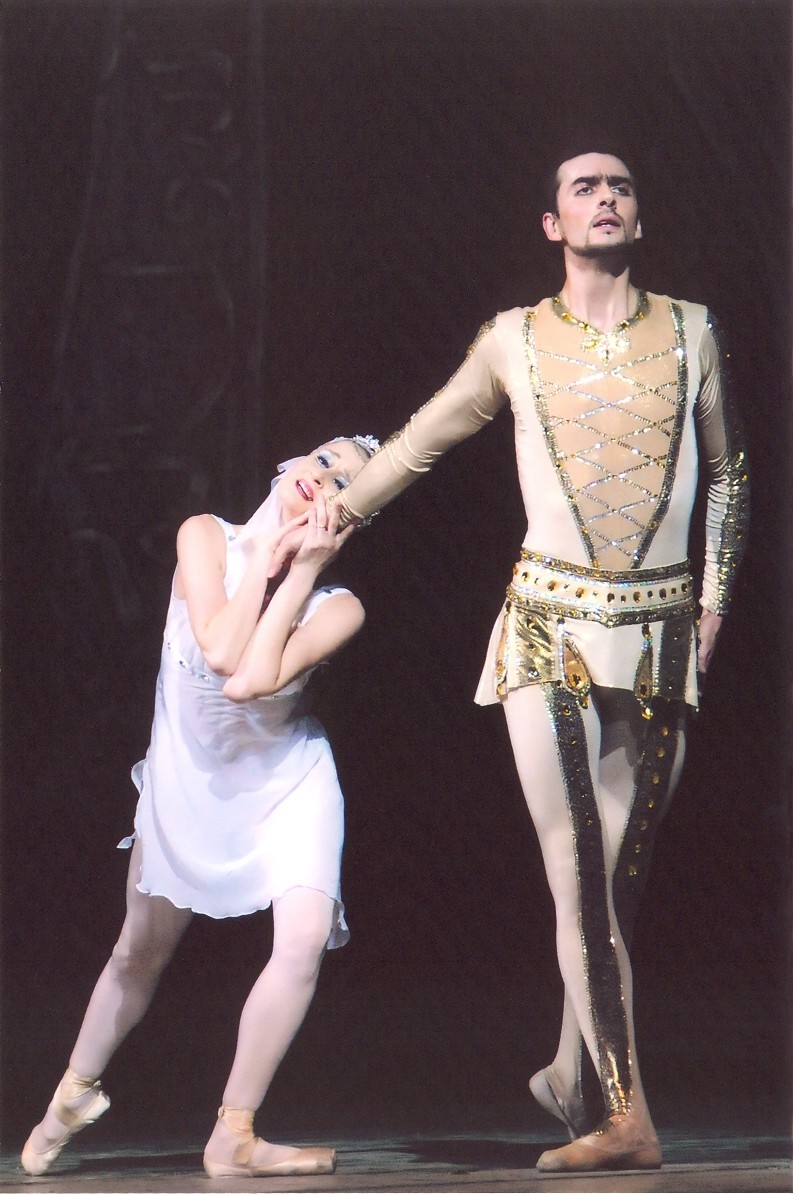
Фотография со спектакля "Семь красавиц" (2010г.)
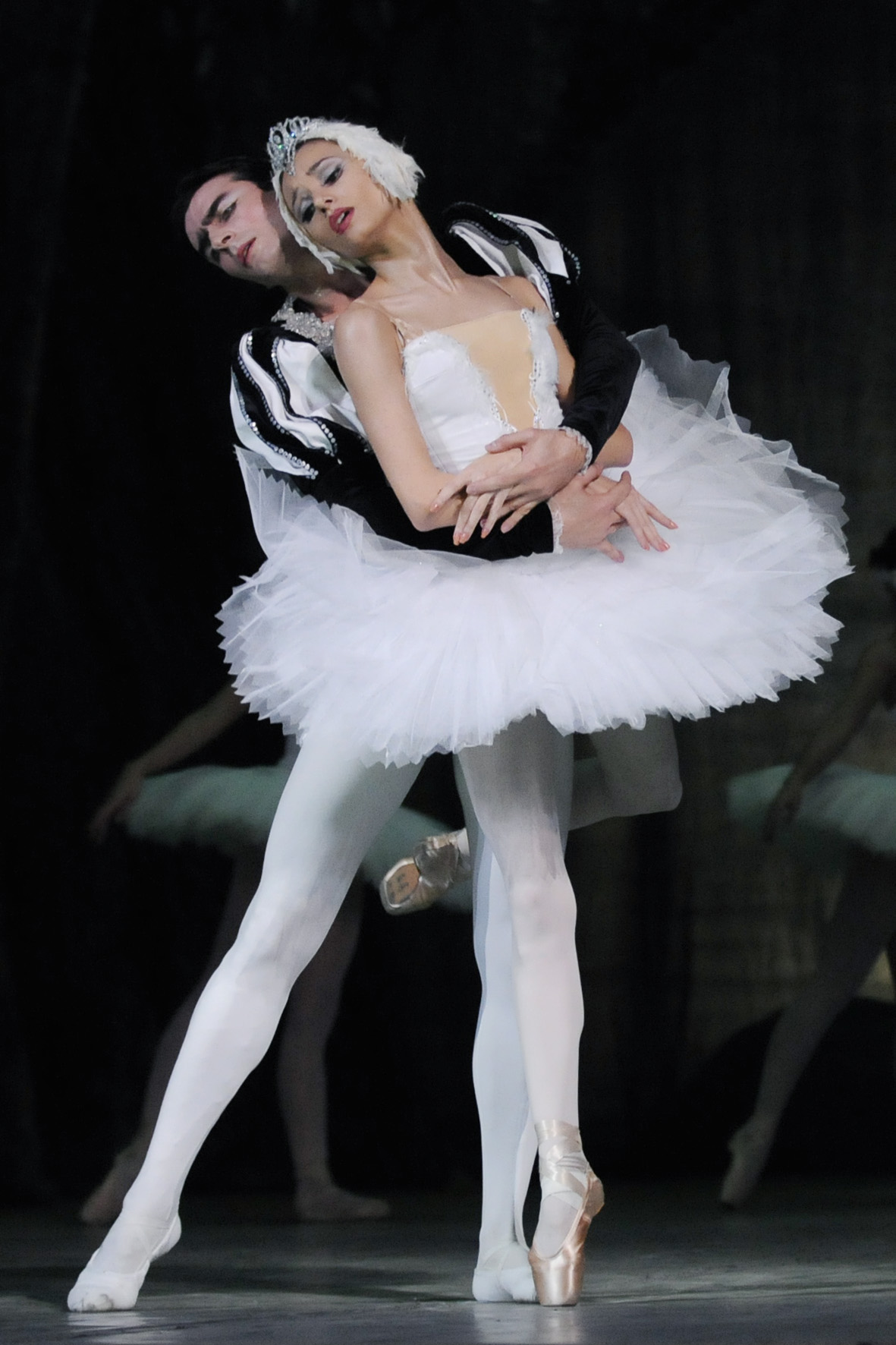
Фотография со спектакля "Лебединое озеро" (2011г.)
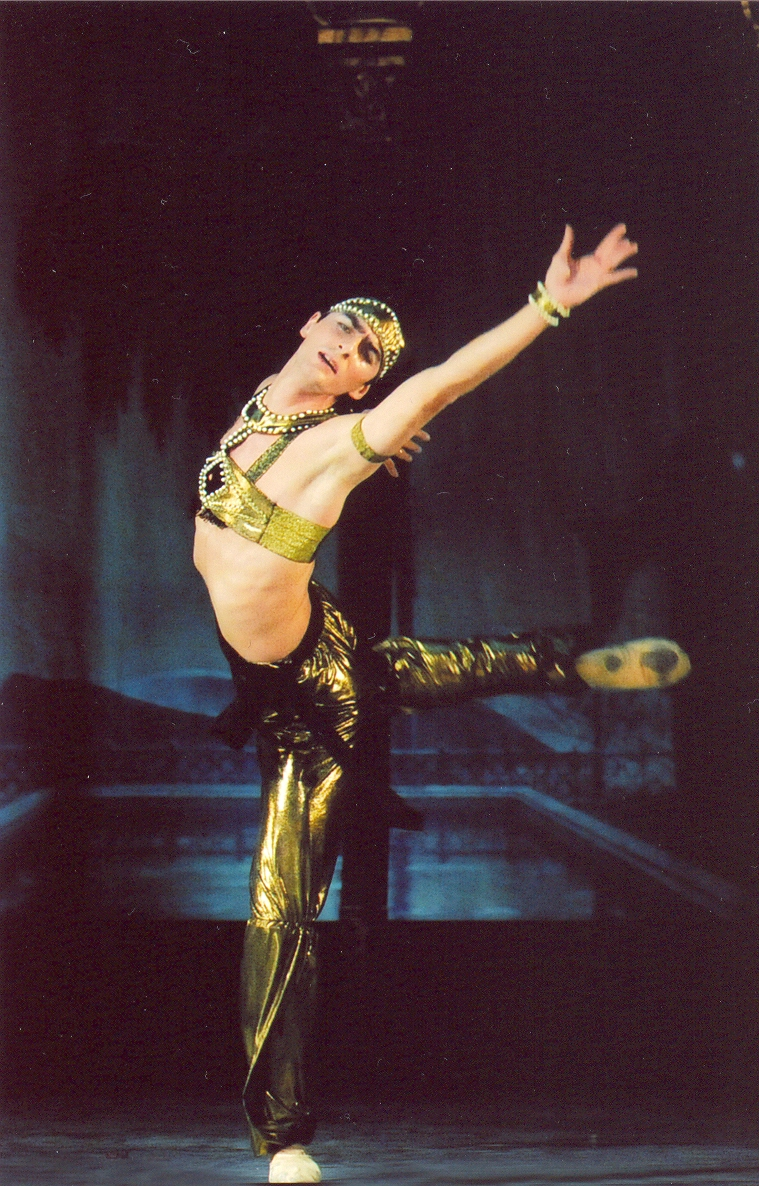
Фотография со спектакля "Шахерезада" (2011г.)
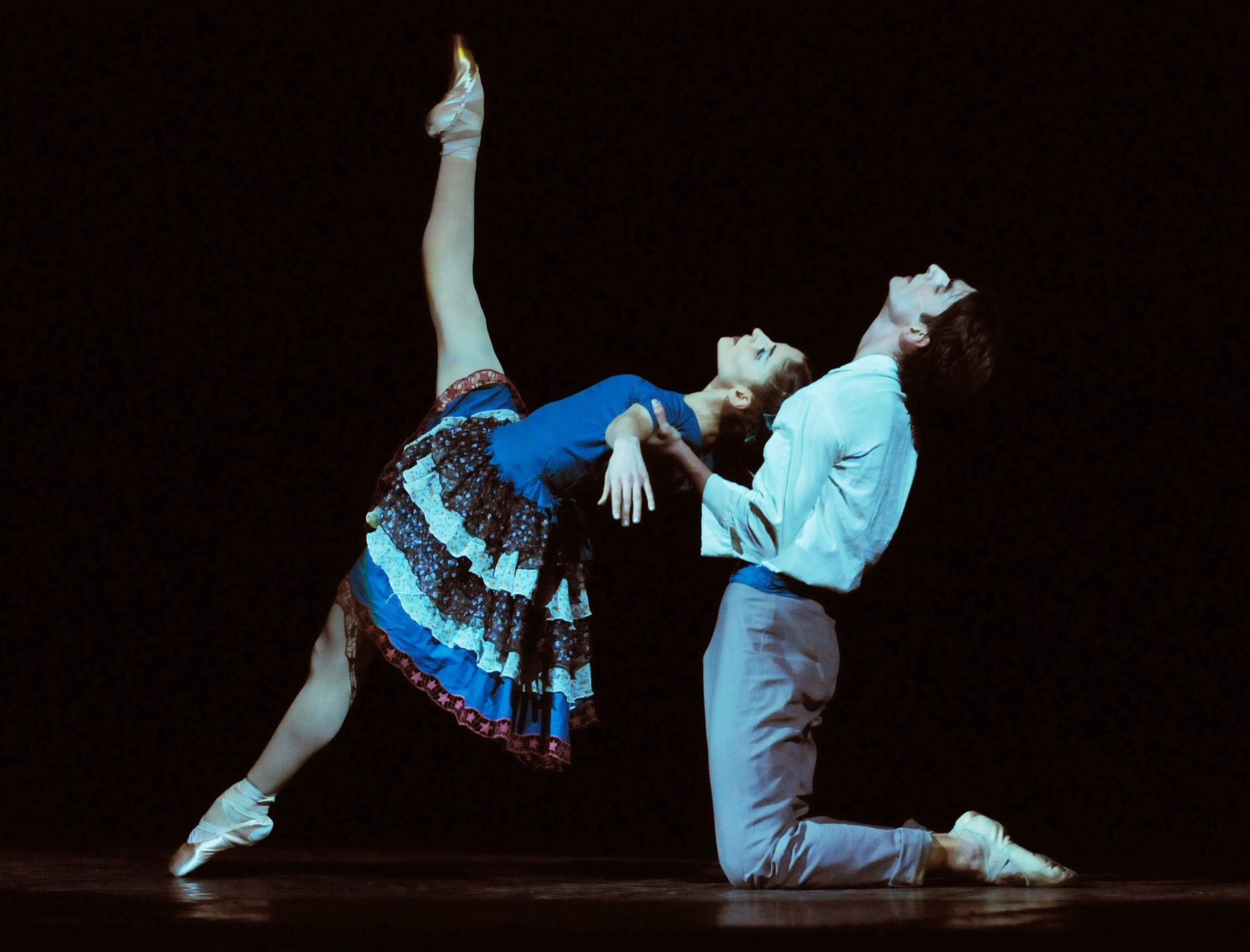
Фотография со спектакля "Арлезианка" (2011г.)
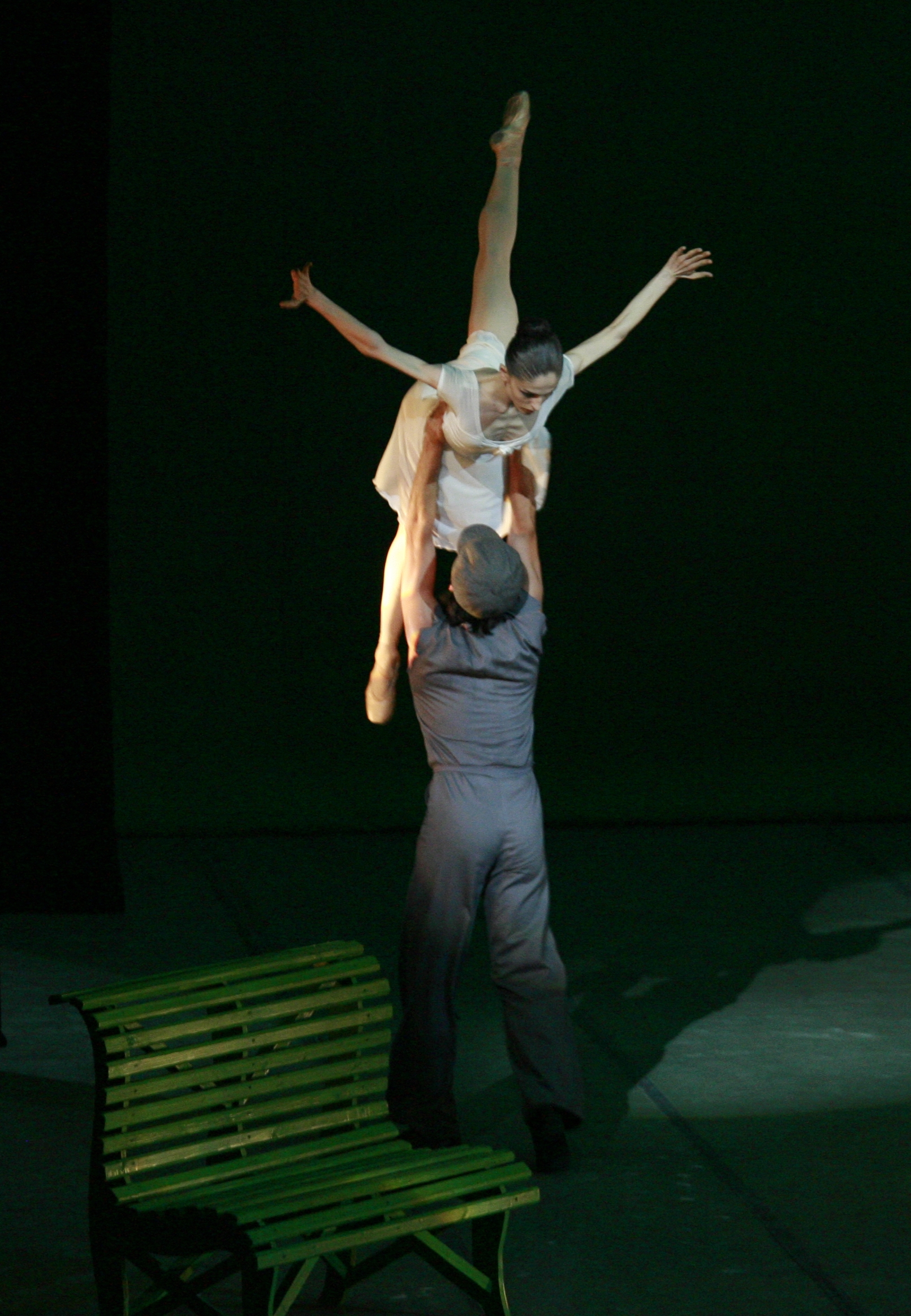
Фотография со спектакля "Барышня и хулиган" (2012г.)
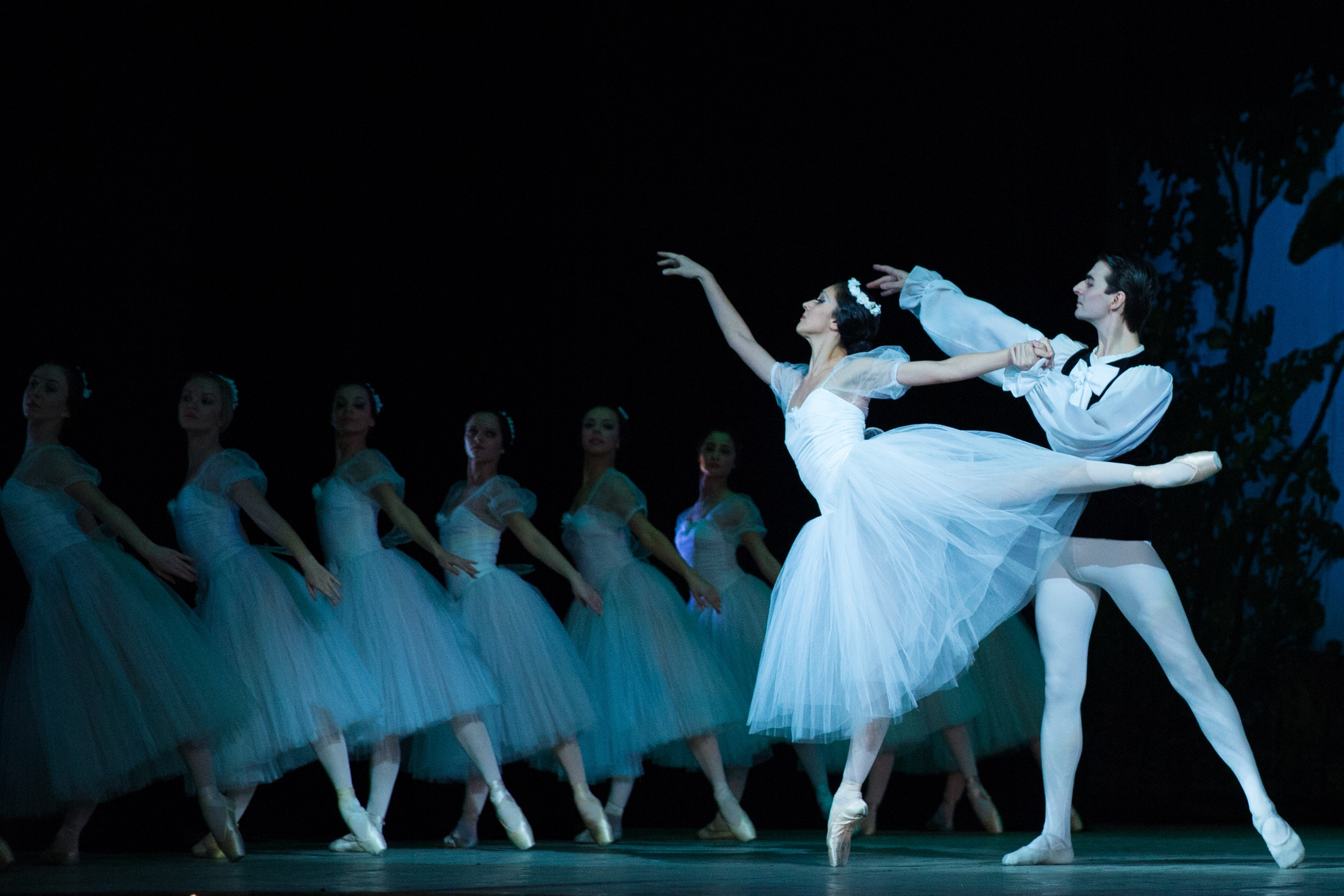
Фотография со спектакля "Шопениана" (2014г.)
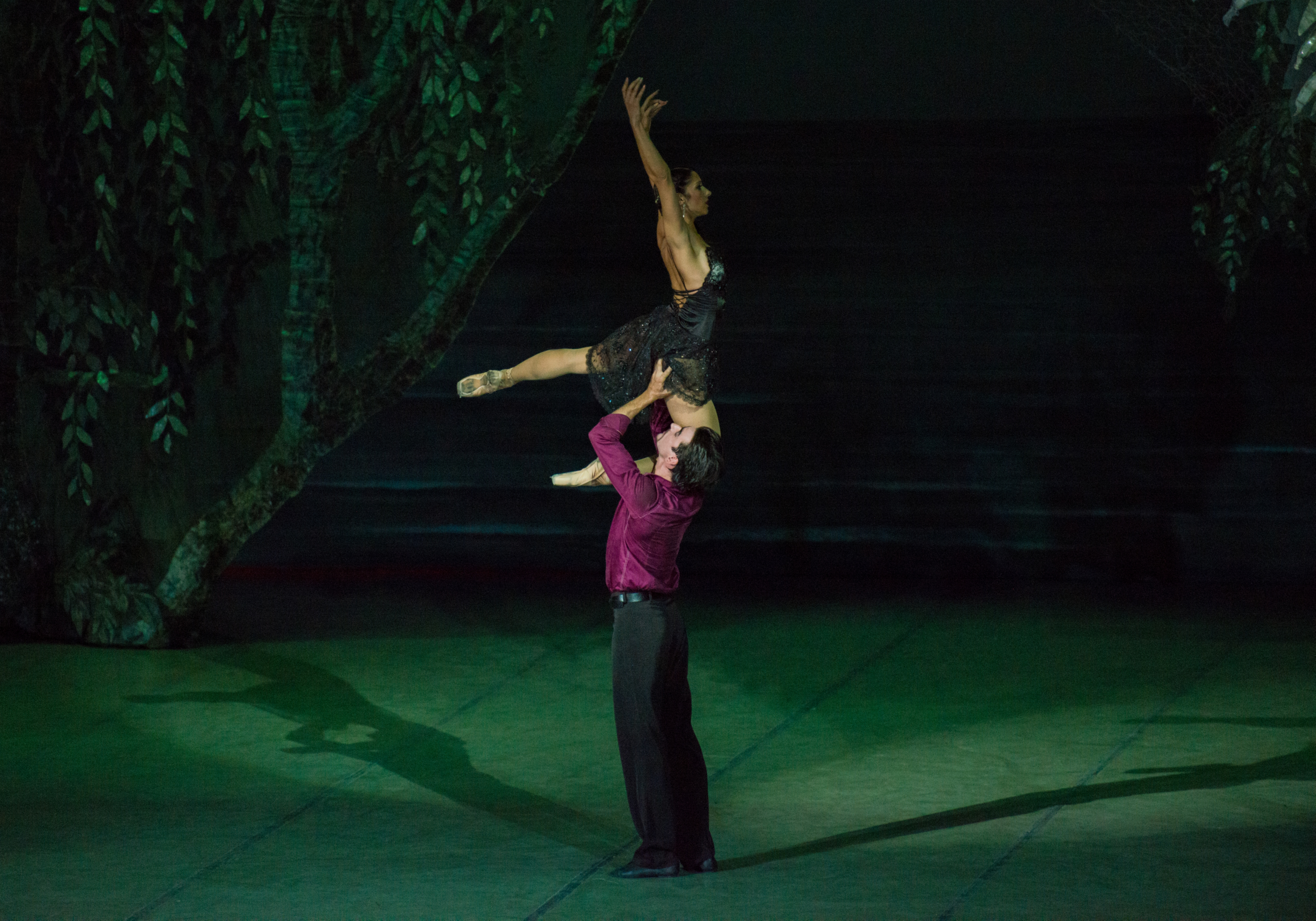
Фотография со спектакля "Танго Любви" (2014г.)
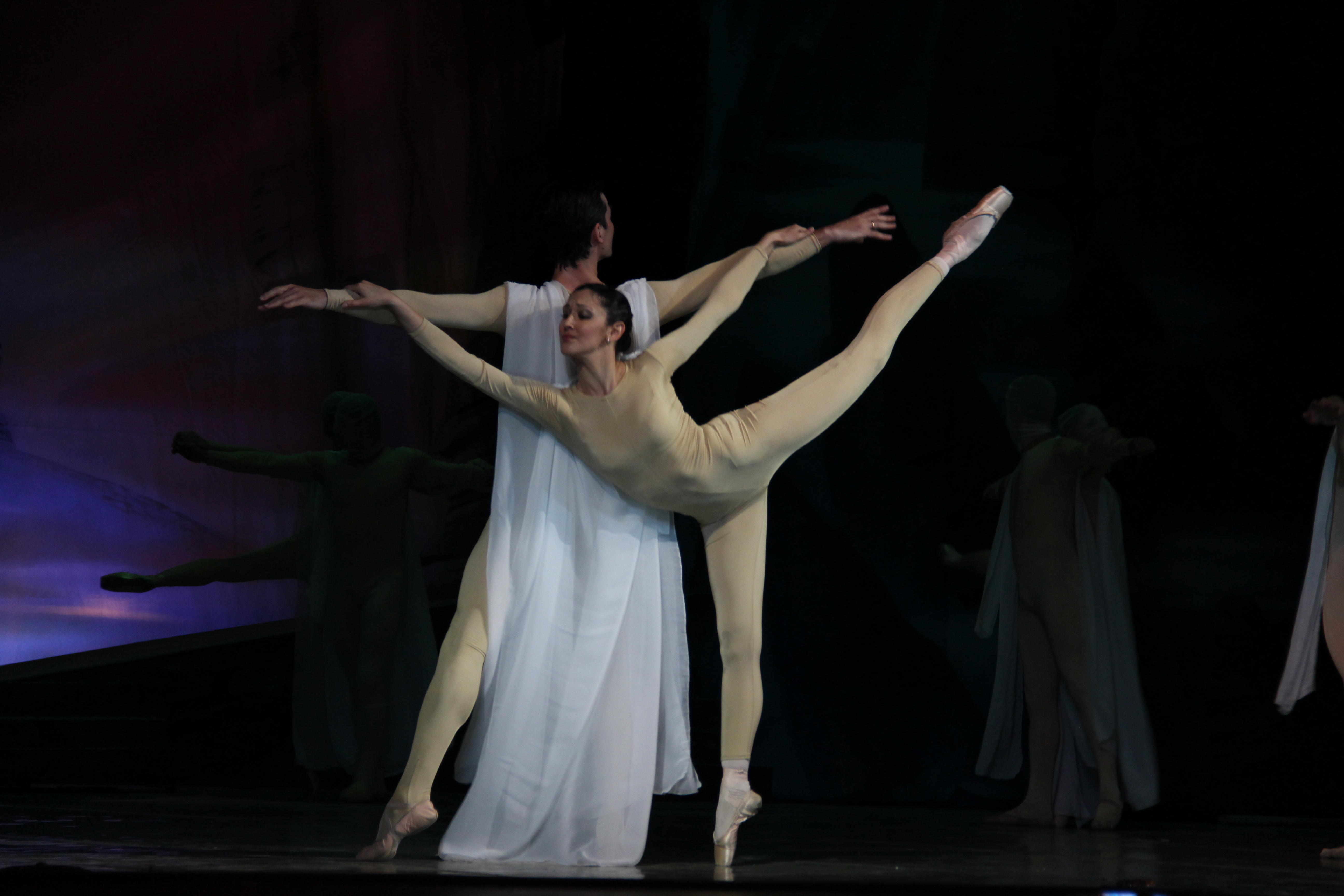
Фотография со спектакля "Любовь и смерть" (редакция 2015г.)
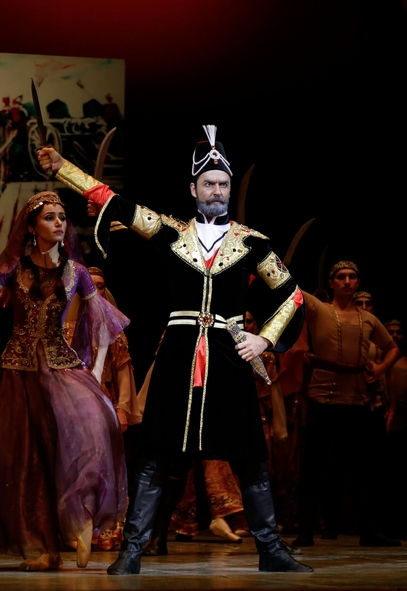
Фотография со спектакля "Джавадхан" (2018г.)
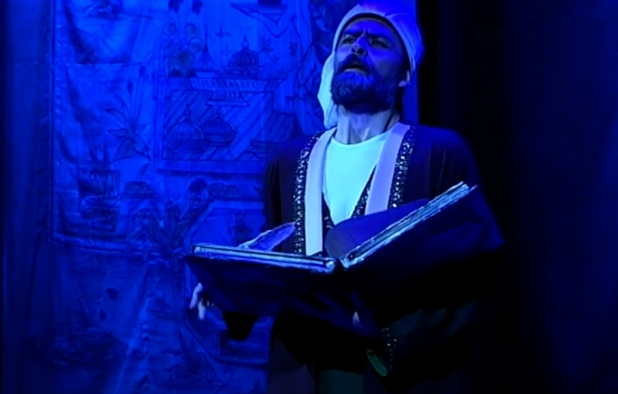
Фотография со спектакля "Низами" (2021г.)
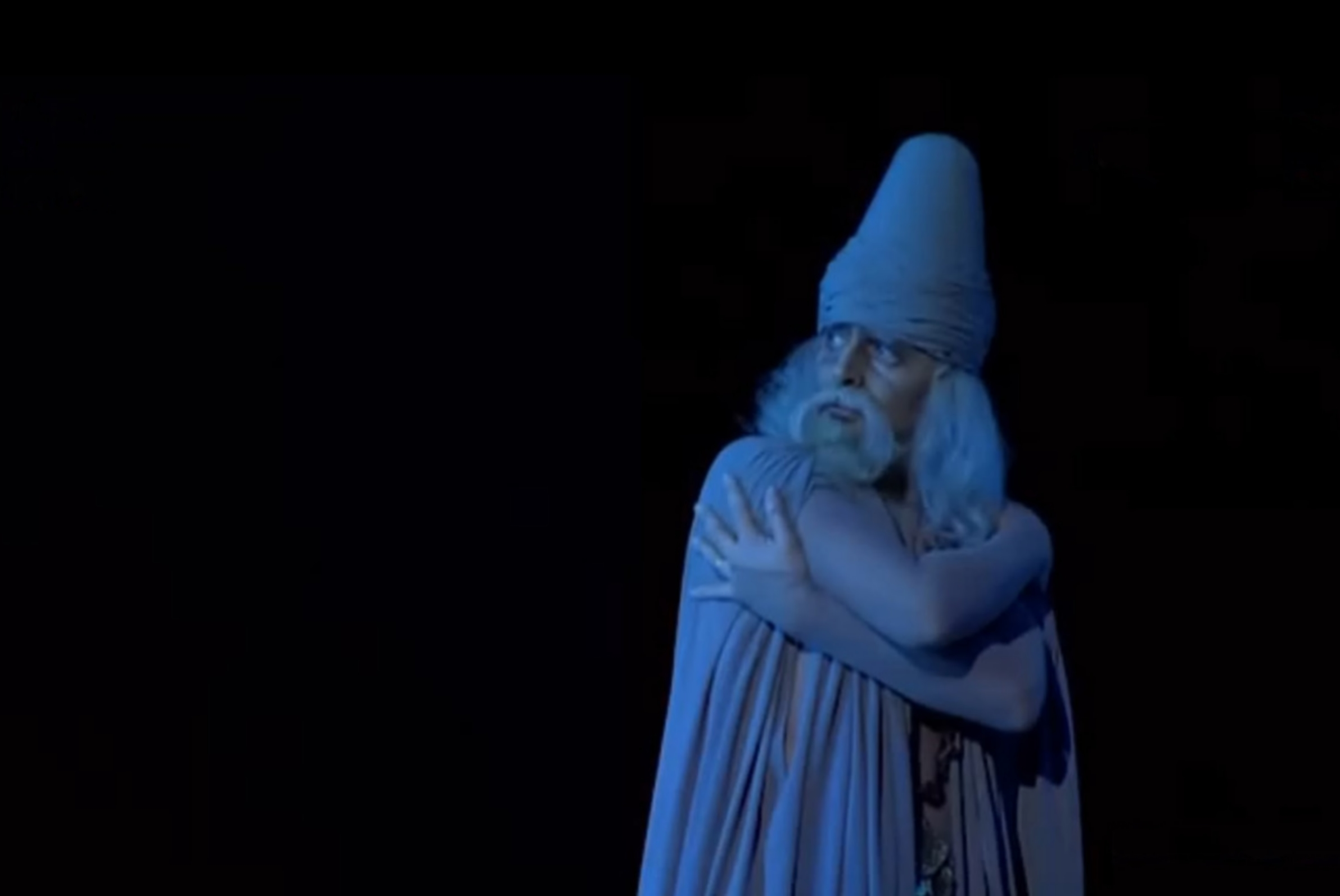
Фотография со спектакля "Легенда о любви" (2023г.)

## Примечание
Ниже приведены новые спектакли, которые были поставлены на сцене Азербайджанского государственного академического театра оперы и балета в период с 1997 года, в премьерах которых, либо принимал участие, либо исполнял главную роль.
Балеты «Арлекинада» (Р.Дриго и «Ромео и Джульетта» (П.И Чайковский) — Оба эти спектакля были поставлены на сцене Азербайджанского государственного академического театра оперы и балета 2 февраля 1997 года. Осуществил новые постановки Заслуженный деятель искусств России, балетмейстер-хореограф Георгий Анатольевич Ковтун
Балет «Кармен-Сюита» (Дж.Бизе-Р.Щедрин) — Одноактный балет, который был поставлен 2 Июля 1999 года. Балетмейстер-постановщик Пулумб Агалыу.
Балет «Девичья башня» (А.Бадалбейли)- Новая редакция балета была осуществлена 24 Октября 1999 года.
Балет «Чёрное и Белое» (Х.Мирзазаде) — Одноактный современный балет, был поставлен 7 июня 2000 года. Сценограф и хореограф Пулумб Агалыу.
Балет «Дон Кихот» (К.Караев)- Балет родился на сцене Аз. Гос. Академ. театра оперы и балета 25 Октября 2000 года. Автором одноактного балета стал, вновь приглашённый балетмейстер Георгий Анатольевич Ковтун.
Балет «Лейли и Меджнун» (К. Караев), Для постановки новой версии балета был приглашён грузинский хореограф, народный артист Грузии Георгий Дмитриевич Алексидзе. Премьера состоялась 17 Февраля 2001 года.
Балет «Каспийская баллада» (Т.Бакиханов) — Новая редакция балета была поставлена 4 ноября 2001 года. Балетмейстер новой версии спектакля Народная артистка Азербайджанской республики, Лауреат Государственной премии СССР, обладатель Ордена Славы Тамилла Худадат гызы Ширалиева.
Балет «Болеро» (М.Равель) — Одноактный современный балет. Для постановки был приглашён французский балетмейстер Николя Муссен. Премьера балета состоялась 16 марта 2002 года.
Балет «Путешествие на Кавказ» (А.Ализаде) — Одноактный балет премьера, которого состоялась 30 Ноября 2002 года. Балетмейстер-постановщик балета Народная артистка Азербайджана Тамилла Худадат гызы Ширалиева.
Балет «Пахита» (Л.Минкус) — Премьера балета состоялась 22 Февраля 2003 года.
Балет «Искушение» (С.Прокофьев)- Современный одноактный балет, премьера которого состоялась 31 Января 2004 года. Для осуществления постановки был приглашён французский балетмейстер Ален Амбер.
Балет «Раст» (Ниязи) — Балет в 2-х отделениях, написан на основе национального Мугама. Балетмейстер-постановщик балета Народная артистка Азербайджана Тамилла Худадат гызы Ширалиева. Премьера состоялась 30 Октября 2004 года.
Балет «Шопениана» (Ф.Шопен) — Премьера балета состоялась 7 Мая 2005 года.
Балет «Любовь и Смерть» (П.Бюль-Бюль оглы) — Премьера балета состоялась 2 Декабря 2005 года. Балет в 2-х действиях. Постановщик балета Вакиль Усманов.
Балет «Добро и Зло» (Т.Бакиханов) — Одноактный балет премьера, которого состоялась 27 Февраля 2008 года. Балетмейстер-постановщик балета Народная артистка Азербайджана Тамилла Худадат гызы Ширалиева.
Балет «Дюймовочка» (И.Штраус) — Балет в 2-х действиях. Премьера состоялась 27 Сентября 2009 года. Для постановки была приглашена Народная артистка РФ Лилия Сабитова.
Балет «Шахерезада» (Римский-Корсаков) — Балет был поставлен на сцене Аз. Гос. Академ. театра Оперы и Балета 30 января 2011 года.
Балет «Арлезианка» (Дж.Бизе) — Балет был поставлен на сцене Аз. Гос. Академ. театра Оперы и Балета 24 Декабря 2011 года. Для осуществления постановки была приглашена главный балетмейстер Екатеринбургского академического Театра оперы и балета, заслуженный деятель искусств РФ Надежда Анатольевна Малыгина.
Балет «Барышня и хулиган» (Д.Шостакович) — Балет был восстановлен на сцене Аз. Гос. Академ. театра Оперы и Балета 14 Июня 2012 года. Для осуществления постановки был приглашён Сергей Мохначёв (Малый театр, Санкт-Петербург).
Балет «Тени Гобустана» (Ф.Караев) — Балет был восстановлен, как один из проектов II Всемирного форума по межкультурному диалогу. Премьера балета состоялась 31 мая 2013 года на импровизированной сцене, которая была сооружена в Национальном историко-художественном заповеднике «Гобустан». Для осуществления постановки была приглашена балетмейстер Максин Брахам (Великобритания).
Балет «Танго Любви» (А.Пьяццолла) — Балет был поставлен на сцене Аз. Гос. Академ. театра Оперы и Балета 14 Мая 2014 года. Для осуществления постановки была приглашена Народная артистка РФ Лилия Сабитова.
Балет «Любовь и Смерть» (П.Бюль-Бюль оглы) — Новая редакция балета состоялась 3 Февраля 2015 года. Балет в 2-х действиях. Для осуществления постановки была приглашена главный балетмейстер Екатеринбургского академического Театра оперы и балета, заслуженный деятель искусств РФ Надежда Анатольевна Малыгина.
Балет «Джавадхан» (С.Фараджев) — Балет был поставлен на сцене Аз. Гос. Академ. театра Оперы и Балета 9 Июня 2018 года. Балетмейстер- постановщик Народная артистка Азербайджана Камилла Гусейнова.
Балет «Низами» (Ф.Амиров) — Балет был поставлен на сцене Аз. Гос. Академ. театра Оперы и Балета 20 Ноября 2021 года. Балетмейстер- постановщик Народная артистка Азербайджана Камилла Гусейнова.
Балет «Легенда о любви» (А.Меликов) — Балет был показан на сцене дворца имени Г. Алиева 18-19 Сентября 2023 года. Хореограф - Юрий Григорович, осуществил постановку Руслан Пронин. 